# دنیسون بارب

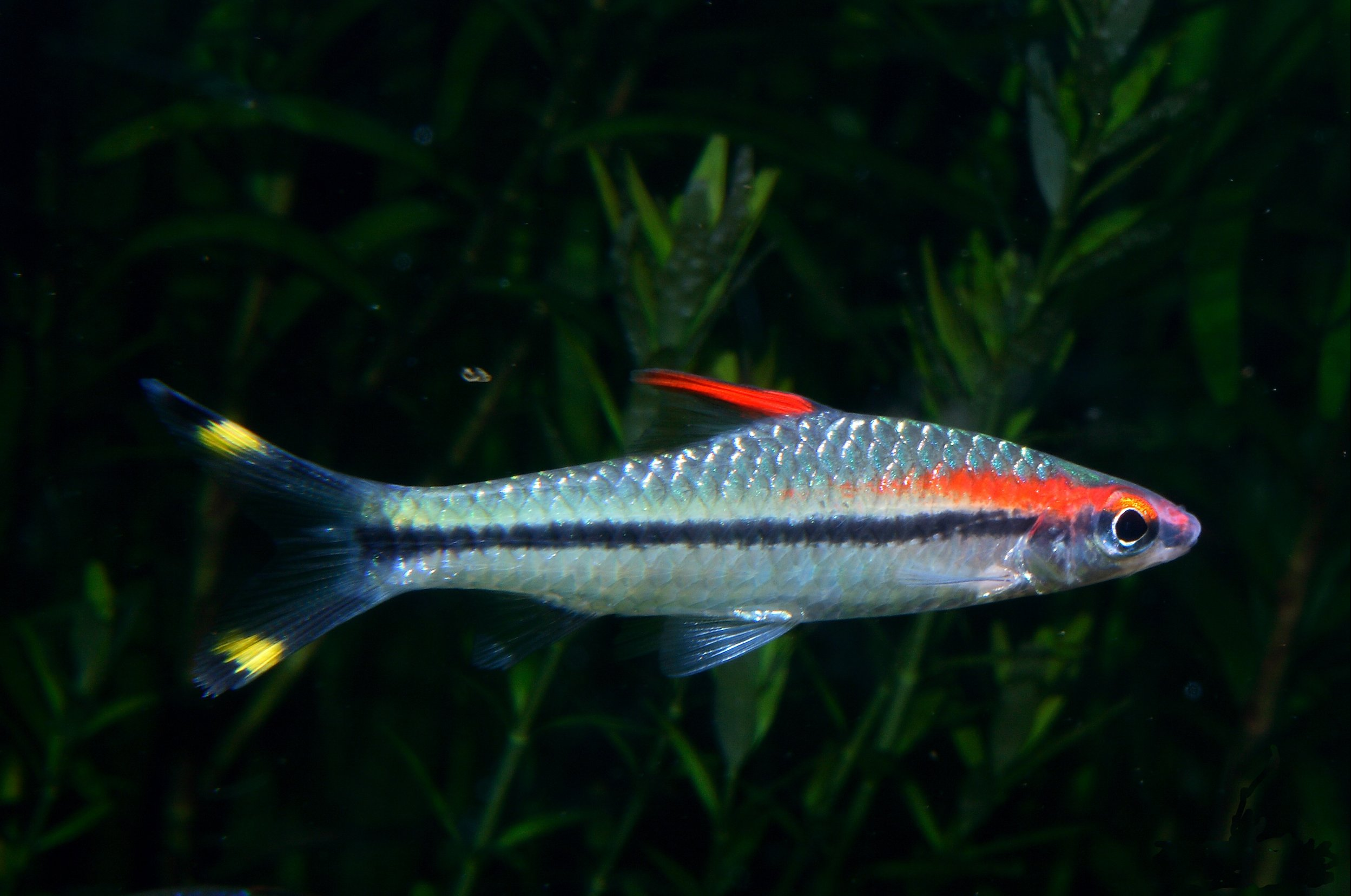

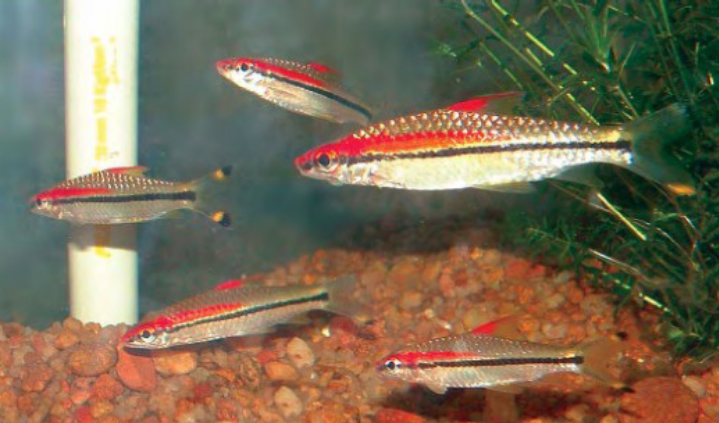
دنیسون بارب

دنیسون بارب، ماهی ردلاین یا کوسه رزلاین (Sahyadria denisonii ) گونه‌ای از ماهیان در حال انقراض است که بومزاد رودخانه‌های گات غربی در جنوب هند است. این ماهی معمولاً در بازار و تجارت آکواریوم دیده می‌شود. صید بی‌رویه این ماهی سبب شده‌است که در معرض خطر انقراض قرار گیرد و تنها تهدید اصلی این گونه همین عامل است.

## ویژگی‌های فیزیکی

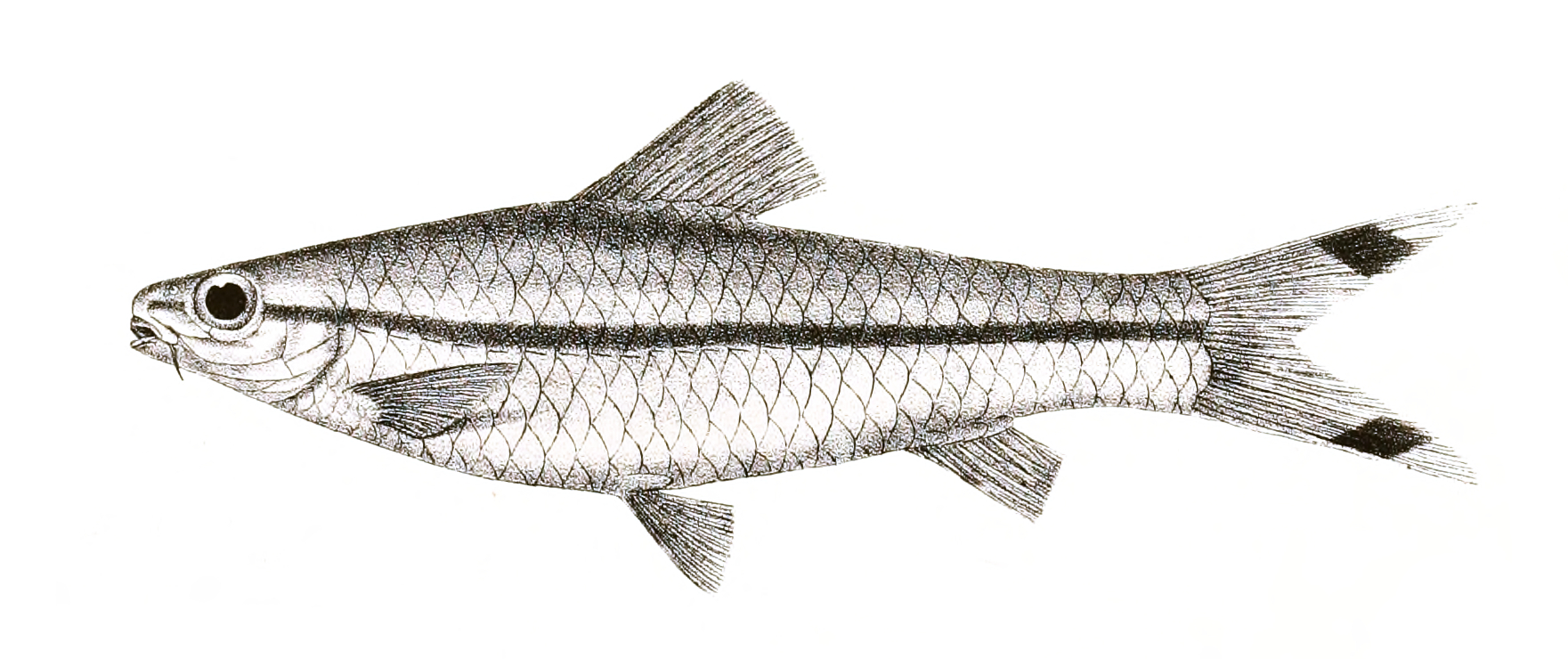
دنیسون بارب، ماهی ردلاین

بدن ماهی ردلاین کشیده و اژدری شکل است. بدن نقره‌ای این ماهی با خط سیاهی که تمام طول بدن را از پوزه تا دم می‌کشد جدا می‌شود. خط قرمز درخشان دقیقاً بالای خط مشکی قرار دارد، خط قرمز از بینی ماهی آغاز شده و از میان چشم‌ها عبور می‌کند و تا بخش میانی بدن ماهی ادامه می‌یابد. باله پشتی نیز به رنگ قرمز روشن است، در حالی که باله دمی راه‌راه با نوارهای سیاه و زرد روشن است. نمونه‌های بالغ به داشتن رنگ مایل به سبز روی سر شناسایی می‌شوند.

## زیستگاه و تهدیدها
دنیسون بارب بومی رودخانه‌های آچنکویل، پامبا و چالیار است. به‌طور خاص، آنها در چهار مکان یافت می‌شوند. این گونه دارای محدوده تخمینی ۸٬۸۰۵ کیلومتر مربع (۳٬۴۰۰ مایل مربع) ماهی ردلاین یک ماهی با شنای گروهی است و در رودخانه‌های سنگی با پوشش گیاهی ضخیم در در امتداد سواحل آنها دیده می‌شود. آنها در آب و هوای نیمه گرمسیری در آبی با pH 6.8 – 7.8، سختی آب 5 – 25 dGH و محدوده دمایی ۱۸ تا ۲۶ درجه سیلسیوس رشد می‌کنند.
همان‌طور که توسط Practical Fishkeeping در ژانویه ۲۰۰۹ گزارش شد، تحقیقات جدید تیمی از دانشمندان هندی نشان می‌دهد که این گونه بیش از حد برای تجارت آکواریوم مورد بهره‌برداری قرار می‌گیرد و به‌طور بالقوه آن را در معرض خطر انقراض قرار می‌دهد. برخلاف اینکه در گزارش‌های ارزیابی محلی به‌عنوان در خطر انقراض درج شده بود، توسط چندین سازمان دولتی به عنوان یک «اقلام صادراتی» تبلیغ شده بود. ساختار جمعیت، سن، رشد، مرگ‌ومیر و شدت برداشت در رودخانه والاپاتانام مورد مطالعه قرار گرفت و نشان می‌دهد که این گونه بیش از حد مورد بهره‌برداری قرار می‌گیرد.
این ماهی به احتمال زیاد در سال ۱۹۹۶ صید و به خارج از هند صادر شد. در سال ۱۹۹۷، برنده جایزه سوم در "آکواراما ۱۹۹۷" (نمایشگاه جهانی ماهی‌های زینتی) تحت "رده گونه‌های جدید" شد. تا سال ۲۰۰۷–۲۰۰۸ حدود ۶۰ تا ۶۵ درصد از کل ماهیان زینتی زنده صادرشده از هند را تشکیل می‌داد که ارزش آن ۱٫۵۴ میلیون دلار آمریکا بود. اگرچه دولت کرالا ماهیگیری و صادرات ماهی‌های بارب در خطر انقراض را ممنوع کرده‌است، اما هنوز تحت قانون ملی حفاظت از حیات وحش قرار نگرفته‌است. نژاد طلایی این بارب دنیسون از طبیعت منقرض شده‌است، اما تعداد کمی از علاقه‌مندان به آکواریوم آن را در مجموعه خود دارند.

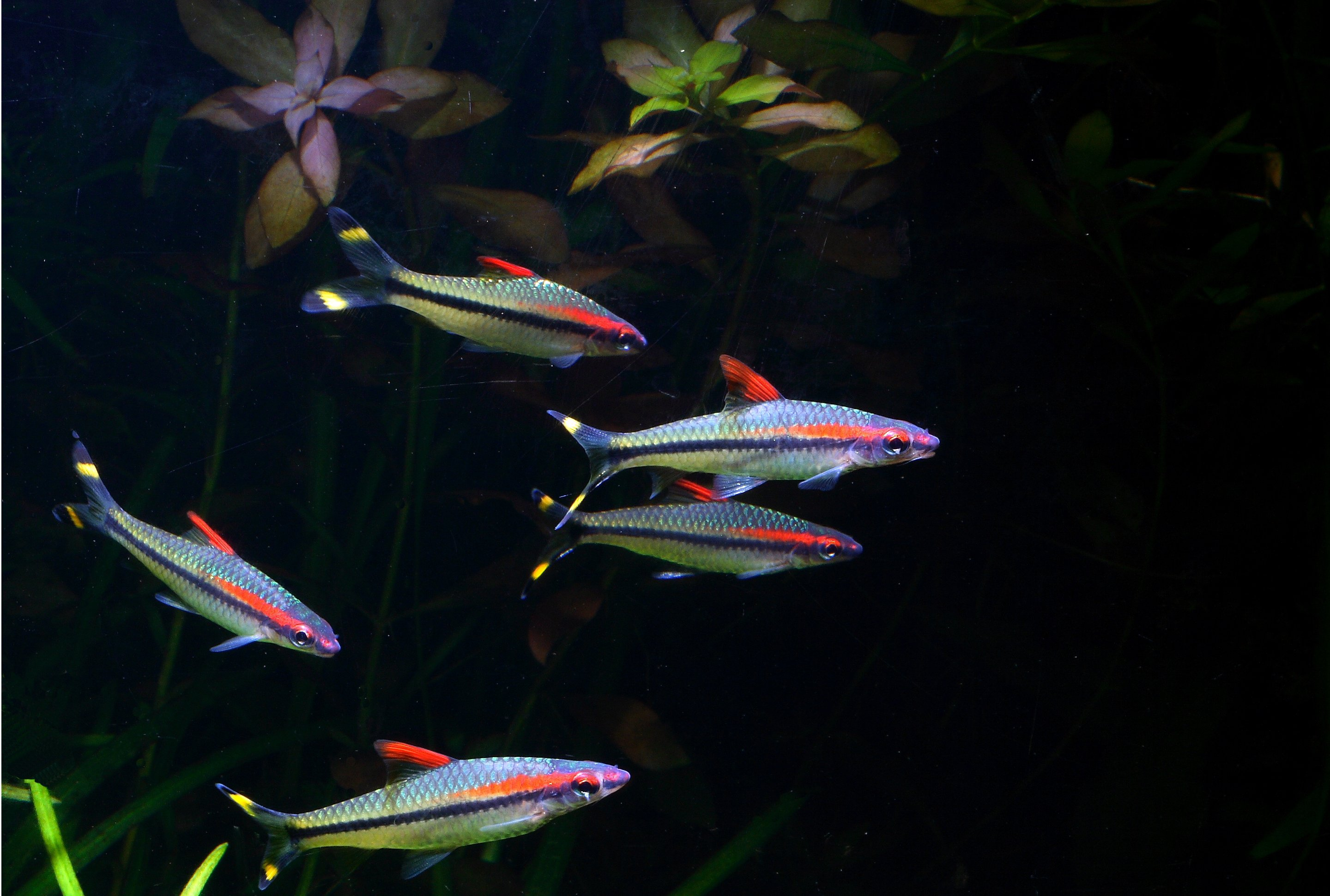
گروهی از بارب‌های دنیسون در یک آکواریوم خانگی